# Nghiêm Hoản
Nghiêm Hoản (?-?), còn có tên là Nghiêm Viên, Nghiêm Viện (chữ Hán: 嚴瑗) là một tiến sĩ nho học người Việt Nam, đời vua Lê Thánh Tông.

## Tiểu sử
Ông quê tại xã Phùng Ninh Giang, huyện Quế Dương, phủ Từ Sơn, trấn Kinh Bắc (nay thuộc phường Bồng Lai, thị xã Quế Võ, tình Bắc Ninh). Ông đỗ trạng nguyên khoa Bính Thìn niên hiệu Hồng Đức thứ 27 (1496). Trong khoa thi này, thực tế Triệu Nghị Phù (趙誼符) (có sách ghi là Triệu Tuyên Phù) (1462-?), quê xã Đức Lạp, huyện Lập Thạch (nay thuộc huyện Lập Thạch tỉnh Vĩnh Phúc) mới là người thi đỗ Trạng nguyên nhưng phạm lỗi nên bị truất xuống Đệ nhị giáp.
Sau khi đỗ đạt, Nghiêm Hoản được vua Lê Thánh Tông đổi tên thành Nghiêm Viện, rồi trở thành Phò mã của vua. Tuy nhiên, ông mất ngay sau khi đỗ, chưa kịp nhận chức. Theo Khâm định Việt sử thông giám cương mục, sau khi ông được vua Thánh Tông gả công chúa sau khi thi đỗ, thì khi trở về nhà, ông bị vợ đánh thuốc độc chết. Sự nghiệp của ông cũng không được sử chép rõ. 